# نهائي كأس العالم للسيدات 1999
نهائي كأس العالم للسيدات 1999 (بالإنجليزية: 1999 FIFA Women's World Cup final)‏ كانت مباراة كرة قدم أقيمت في 10 يوليو 1999 لتحديد الفائز بكأس العالم للسيدات 1999. انتهت المباراة بين الولايات المتحدة الأمريكية والصين بالتعادل السلبي بعد الوقت الإضافي الذي انتهى بالتعادل بهدفين لكل منهما. وبعد ذلك، فازت الولايات المتحدة باللقب بنتيجة 5–4 بركلات الترجيح.
مثلت المباراة واحدة من أهم الأحداث في تاريخ الرياضة الأمريكية. لقد تم لعبها أمام أكثر من 90 ألف مشجع. أصبحت الصورة الشهيرة لبرندي شاستاين وهي تحتفل بركلة الجزاء الفائزة والتي ظهرت على غلاف مجلة سبورتس إليستريتد واحدة من الصور المميزة للرياضة النسائية في الولايات المتحدة.

## المتأهلون للنهائي
شهدت المباراة مواجهة بين فريقين قويين في كرة القدم النسائية. فازت الولايات المتحدة بكأس العالم للسيدات لأول مرة في الصين والميدالية الذهبية في دورة الألعاب الأولمبية عام 1996. فازت الصين بالميدالية الفضية في أولمبياد 1996 وهزمت الولايات المتحدة في نهائي كأس الغارف عام 1999. وضمت الفرق اثنتين من نجوم كرة القدم النسائية، المهاجمتين ميا هام من الولايات المتحدة وسون وين من الصين.
كانت الولايات المتحدة تسعى إلى أن تصبح أول فريق يفوز ببطولة العالم على أرضه، وهو ما فشلت الصين في تحقيقه في عام 1991، فضلاً عن كونها أول فريق يفوز ببطولات متعددة. وفي الوقت نفسه، كانت الصين تحاول الانضمام إلى الولايات المتحدة والنرويج كأبطال لكأس العالم.
كان المنتخب الصيني أول منتخب آسيوي يصل إلى نهائي كأس العالم للسيدات لكرة القدم. وكانت هذه أيضًا أول نهائي لكأس العالم للسيدات لا يشارك فيه فريق أوروبي.[بحاجة لمصدر]

## الطريق إلى النهائي
لقد تأهلت الولايات المتحدة تلقائيًا كدولة مضيفة. وبناءً على ذلك، اختاروا عدم المشاركة في بطولة الكونكاكاف للسيدات عام 1998، والتي كانت بمثابة تصفيات الكونكاكاف. ولم يفشلوا في الفوز ببطولة الكونكاكاف مرة أخرى حتى عام 2010. تأهلت الصين بعد فوزها ببطولة آسيا للسيدات للمرة السادسة على التوالي في عام 1997.[بحاجة لمصدر]
بمجرد وصولها إلى النهائيات، وصلت الولايات المتحدة إلى مرحلة خروج المغلوب بفوزها بسهولة على المجموعة الأولى. وبعد تأخرها 2–1 في الشوط الأول، تقدمت إلى ربع النهائي بفوزها على ألمانيا 3–2. ثم هزمت الولايات المتحدة البرازيل 2–0 لتصل إلى النهائي.
وصلت الصين إلى مرحلة خروج المغلوب بفوزها بالمجموعة الرابعة. وتغلبت على روسيا في ربع النهائي، ثم هزمت بسهولة حاملة اللقب النرويج بنتيجة 5–0 للوصول إلى النهائي.
| الولايات المتحدة | الولايات المتحدة | الدور              | الصين    | الصين   |
| ---------------- | ---------------- | ------------------ | -------- | ------- |
| الخصم            | النتيجة          | مرحلة المجموعات    | الخصم    | النتيجة |
| الدنمارك         | 3–0              | المباراة 1         | السويد   | 2–1     |
| نيجيريا          | 7–1              | المباراة 2         | غانا     | 7–0     |
| كوريا الشمالية   | 3–0              | المباراة 3         | أستراليا | 3–1     |
|                  |                  | الترتيب النهائي    |          |         |
| الخصم            | النتيجة          | مرحلة خروج المغلوب | الخصم    | النتيجة |
| ألمانيا          | 3–2              | ربع النهائي        | روسيا    | 2–0     |
| البرازيل         | 2–0              | نصف النهائي        | النرويج  | 5–0     |

## المكان
أقيمت المباراة النهائية على ملعب روز بول في باسادينا، كاليفورنيا، والذي بيعت جميع مقاعده التي تبلغ 90 ألف مقعد. تم بيع تذاكر المباراة النهائية ومباراة تحديد المركز الثالث بأسعار تتراوح بين 45 دولارًا و110 دولارًا. قبل المباراة، تم بيع التذاكر خارج الملعب بما يصل إلى 4000 دولار وتم القبض على 35 شخصًا من قبل الشرطة المحلية بتهمة بيع التذاكر بأسعار مرتفعة. وكان من بين الحضور الرئيس الأمريكي بيل كلينتون، وحاكم كاليفورنيا جراي ديفيس، وعدد من المشاهير.

## المباراة

### الملخص
أقيمت المباراة في 10 يوليو 1999، بعد وقت قصير من مباراة تحديد المركز الثالث في نفس المكان. انتهت المباراة بين الولايات المتحدة والصين بالتعادل السلبي خلال الوقت الأصلي والوقت الإضافي. فازت الولايات المتحدة باللقب بنتيجة 5–4 بركلات الترجيح. وقد منح هذا الفوز الولايات المتحدة لقبها الثاني في كأس العالم.
كانت المباراة فاترة ولم يحصل أي من الفريقين على العديد من الفرص. ولعل أفضل فرصة لأي من الفريقين للتسجيل جاءت في الوقت الإضافي، عندما سددت فان يونجي لاعبة الصين ضربة رأس باتجاه القائم الذي دافعت عنه كريستين ليلي.
وبعد فشل الفريقين في التسجيل، لجأ الفريقان إلى ركلات الترجيح لتحديد الفائز بالكأس. أطلقت الصين النار أولاً، وسجلت شي هويلين، لكن كارلا أوفربيك لاعبة الولايات المتحدة تعادلت لها. وفي الجولة الثانية، عادلت جوي فوسيت هدف تشيو هاييان.
كانت ليو ينغ هي لاعبة الصين في الدور الثالث، لكن حارسة مرمى الولايات المتحدة بريانا سكوري تصدت لتسديدتها. وعلى الرغم من أن سكوري خرجت من خطها بشكل جيد (وهي مخالفة كان ينبغي أن تؤدي إلى إعادة الركلة لليو)، إلا أن الإنقاذ ظل قائما. وبعد ذلك، سددت كريستين ليلي كرة قوية في مرمى حارس المرمى الصيني جاو هونج لتمنح الولايات المتحدة التقدم.
وسجلت كل من تشانج أوينج وميا هام وسون وين ركلات الجزاء التي أتيحت لها، لتمنح براندي شاستاين لاعبة الولايات المتحدة فرصة الفوز بالبطولة. لقد وضعت الكرة في مرمى جاو، مما أدى إلى احتفالات مبتهجة من قبل الأميركيين، الذين حصلوا على اللقب على أرضهم.

### التفاصيل
| الولايات المتحدة                         | 0–0 (ب.و.إ.) | الصين                                                         |
| ---------------------------------------- | ------------ | ------------------------------------------------------------- |
|                                          | تقرير        |                                                               |
| ركلات الترجيح                            |              |                                                               |
| - أوفربيك - فوسيت - ليلي - هام - تشاستين | 5–4          | - شيه هويلين - تشيو هايان - Liu Ying - تشانغ أويينغ - Sun Wen |

| الولايات المتحدة |  | الصين |

| GK           | 1  | بريانا سكوري      |     |      |
| RB           | 14 | جوي فوسيت         |     |      |
| CB           | 4  | كارلا أوفربيك (ك) |     |      |
| CB           | 20 | كيت سوبريرو       |     |      |
| LB           | 6  | براندي تشاستين    |     |      |
| DM           | 10 | ميتشيل أكرس       | 74' | 91'  |
| CM           | 11 | جولي فودي         |     |      |
| CM           | 13 | كريستين ليلي      |     |      |
| RW           | 9  | ميا هام           |     |      |
| CF           | 12 | سيندي بارلو       |     | 57'  |
| LW           | 16 | تيفاني ميلبريت    |     | 115' |
| البدلاء:     |    |                   |     |      |
| MF           | 8  | شانون ماكميلان    |     | 57'  |
| MF           | 7  | سارة والين        |     | 91'  |
| MF           | 15 | تيشا فينتوريني    |     | 115' |
| المدرب:      |    |                   |     |      |
| توني دي سيكو |    |                   |     |      |

| GK        | 18 | قاو هونج     |     |      |
| RB        | 11 | بو وي        |     | 59'  |
| CB        | 12 | وين ليرونغ   |     |      |
| CB        | 3  | فان يونجي    |     |      |
| LB        | 14 | باي جي       |     |      |
| RM        | 2  | وانغ ليبينغ  |     |      |
| CM        | 10 | ليو أيلينغ   | 80' |      |
| CM        | 13 | ليو ينغ      |     |      |
| LM        | 6  | تشاو ليهونغ  |     | 114' |
| CF        | 9  | سن وين (ك)   |     |      |
| CF        | 8  | جين يان      |     | 119' |
| البدلاء:  |    |              |     |      |
| FW        | 7  | تشانغ أويينغ | 70' | 59'  |
| MF        | 15 | تشيو هايان   |     | 114' |
| DF        | 5  | شيه هويلين   |     | 119' |
| المدرب:   |    |              |     |      |
| Ma Yuanan |    |              |     |      |

| الحكام المساعدون: غيسلين لابي (فرنسا) آنا بيريز (بيرو) الحكم الرابع: كاترينا إلوفيرتا (فنلندا) |

## ما بعد المباراة
أصبحت الولايات المتحدة أول فريق يفوز بلقبين لكأس العالم للسيدات. ظهر احتفال براندي شاستاين، الذي انتهى بخلع قميصها وكشف حمالة صدرها الرياضية تحته، على أغلفة مجلة سبورتس إليستريتد، ومجلة تايم، والعديد من الصحف في اليوم التالي. وتعرض الاحتفال لانتقادات لكونه غير محترم أو غير أنثوي أو غير مناسب، لكنه ظل أحد أكثر اللحظات شهرة في تاريخ الرياضة النسائية. احتجت وسائل الإعلام الصينية على تصدي سكوري لليو ينج، متهمة إياها بالغش لتقدمها على الخط قبل أن تقوم ليو بركل الكرة؛ وأكدت سكوري أنها تعمدت تخطي الخط، لكنها صرحت بأن «الجميع يفعل ذلك».
لقد خلقت المباراة النهائية والبطولة ككل اهتمامًا أكبر بكرة القدم النسائية، وخاصة فريق الولايات المتحدة، وحطمت أرقام الحضور والتلفزيون للرياضة النسائية. سجل الحضور المسجل 90,185 شخصًا رقمًا قياسيًا دوليًا جديدًا لحدث رياضي نسائي، على الرغم من أن نهائي كأس العالم للسيدات غير الرسمي لعام 1971 في ملعب أزتيكا في مدينة مكسيكو شاهده ما يقدر بنحو 110,000 شخص. تم كسر هذا الرقم القياسي في عام 2022 عندما استقطبت مباراة الإياب من ربع نهائي دوري أبطال أوروبا للسيدات بين الغريمين التقليديين برشلونة وريال مدريد 91,553 متفرجًا في ملعب كامب نو في برشلونة. بلغ متوسط عدد مشاهدي المباراة النهائية 17.9 مليون مشاهد وبلغ ذروته عند 40 مليونًا على التلفزيون الأمريكي، وهو رقم لم يسبق له مثيل حتى نهائيات كأس العالم للرجال عام 2014 ونهائيات كأس العالم للسيدات عام 2015.

## وصلات خارجية
- #WorldCupAtHome | USA v China PR (USA 1999) Full match on Youtube